# Клан Ролло
Ролло — один из кланов равнинной части Шотландии.

## История клана

### Норманнский корень
Клан Ролло, как и многие другие шотландские кланы, ведёт своё происхождение от скандинавов-викингов, которые в VII — VIII веках нередко совершали набеги на Британские острова. Один из них, известный как Рольф или Роллон, продвинулся дальше к югу и основал герцогство Нормандское на территории франкской Нейстрии, где правил под именем Роберта I. Относительно его либо датского, либо норвежского происхождения споры в научном сообществе ведутся до сих пор. Многие историки считают Роллона сыном Регнвальда Эйстейнссона, основателя графства Оркни (Оркнэ) на Оркнейских островах.
Потомки Роллона, герцоги Нормандии, в лице Вильгельма I Бастарда, завоевали Англию в 1066 году. Эрик де Ролло (Eric de Rollo) сопровождал в этой кампании своего дядю Вильгельма I, ставшего с тех пор Вильгельмом Завоевателем. Подобно многим «нормандским норманнам», Эрик де Ролло приобрёл недвижимость в Англии, прожил он около ста лет.

### Ролло в Шотландии
Как и некоторые другие нормандские кланы (аэтты), Ролло («Роллоны») перебрались из Англии в Шотландию при короле Давиде I. Давид I весьма благоволил «южным норманнам» и пожаловал им некоторые владения на юге страны. В 1141 году имя клана Ролло впервые появляется в письменных источниках.
В 1369 году король Давид II пожаловал Роберту Роллоху (Robert Rolloche) земли невдалеке от Перта, а в феврале 1380 года Джону Роллоку, секретарю Давида, графа Стратерна (сына короля Роберта II), были дарованы земли Дункраба (Duncrub). Ролло воздвигли здесь замок Дункраб.
В 1513 году Вильям Ролло оф Дункраб и его старший сын Роберт сражались и пали в злосчастной для шотландцев битве при Флоддене. Вильяму наследовал Эндрю Ролло, который женился на своей родственнице Мэрион, наследнице Дэвида Ролло оф Манмур, и тем самым объединил фамильные владения. Питер, один из младших сыновей Эндрю, стал епископом Данкелда и судьёй Шотландского Верховного гражданского суда. Его внук, сэр Эндрю Ролло, был посвящён в рыцари королём Яковом VI. В 1572 году Дэвид Рэттрей оф Крэйгхолл (Craighall, ум. в 1586 году) убил двух человек в стычке с членами семейства Ролло, но ушёл от ответственности, заплатив 500 марок штрафа.
Во времена Кромвелистской революции клан Ролло оставался верным сторонником династии Стюартов в их противостоянии с «круглоголовыми», активно участвуя в боевых действиях на стороне короля Карла I. Преданность была вознаграждена: в январе 1651 года Карл II пожаловал титул лорда сэру Эндрю Ролло оф Дункраб (1577—1659), который стал таким образом 1-м лордом Ролло. Но вскоре, в 1654 году, узурпатор Кромвель, прочно утвердивший свою власть в Шотландии, оштрафовал лорда Ролло за поддержку короля на 1000 фунтов.
Пятый сын лорда Ролло, сэр Вильям Ролло, был прирождённым воином и одним из лейтенантов Джеймса Грэма, 1-го маркиза Монтроза, предводителя шотландских сторонников короля. В 1644 году он командовал левым крылом королевской армии в битве под Абердином. Он также сопровождал Монтроза в его форсированном марше через горы и внезапном ударе по боевым силам Арчибальда Кэмпбелла, 1-го маркиза Аргайла. В битве при Инверлохи (Inverlochy, 1645 год) Аргайл был наголову разгромлен. В октябре 1645 года сэр Вильям Ролло был пленён «круглоголовыми» в битве при Филипхоу (Philiphaugh) и обезглавлен победителями. Сложную политическую ситуацию в Шотландии тех лет хорошо иллюстрирует тот факт, что брат Вильяма — Джеймс, 2-й лорд Ролло — был женат первым браком на сестре маркиза Монтроза, а вторым — на сестре его противника, маркиза Аргайла.
В 1688 году Эндрю, 3-й лорд Ролло, стал на сторону «Славной революции», как торжественно именуется государственный переворот, приведший на английский трон Марию II и её мужа Вильгельма III Оранского. Однако сын 3-го лорда Ролло, 4-й лорд Ролло и тоже Эндрю, был — несмотря на политические пристрастия отца — преданным сторонником якобитов, приверженцев изгнанного «Славной революцией» Якова II. В августе 1715 года лорд Ролло присутствовал на большой охоте в Эбойне (Абердиншир), на самом деле представлявшей собой тайное собрание, на котором разрабатывались детали будущего восстания. Эндрю Ролло принимал участие в битве при Шериффмуре. Вместе с маркизом Хантли он сдался генералу Гранту и был заключен в тюрьму, однако в 1717 году получил помилование и умер своей смертью в Данкрабе в 1758 году, оставив семерых сыновей.
Его старший сын Эндрю, 5-й лорд Ролло, был военным профессионалом и в 1743 году сражался под предводительством Георга II в битве при Деттингене в Нижней Франконии. К 1758 году он получил в командование 22-й пехотный полк, а впоследствии воевал под началом генерала Джеймса Мюррея с французами в Канаде в рамках кампании за установление английского владычества на этой территории. В 1759 году Эндрю было поручено захватить контролируемый французами карибский остров Доминику. Он справился с заданием, хотя под его началом было всего две с половиной тысячи солдат, и в 1760 году он был возведён в чин бригадного генерала. На протяжении следующих двух лет Эндрю Ролло продолжал отстаивать владения британской короны в Антилии (в Карибском море), и за это время английскими колониями стали Барбадос и Мартиника. В 1762 году из-за ухудшившегося в тропическом климате здоровья он возвратился в Англию и через три года скончался в Лестере. 6-м лордом Ролло стал его брат Джон Ролло.
Другие члены клана также сделали успешную карьеру на военной стезе. Джеймс, 7-й лорд Ролло, (1738–1784) командовал морскими пехотинцами в ходе осады Пондишерри[уточнить] в Индии. Джон, 8-й лорд Ролло, (1773–1846) сражался в 1793—1795 годах на Европейском континенте. В июне 1869 года Джон Роджерсон, 10-й лорд Ролло, (1835–1916) получил титул барона Даннинга и звание пэра, таким образом получив право быть членом Палаты лордов.
В настоящее время вождем клана является Дэвид, 14-й лорд Ролло и 5-й барон Даннинг.

## Варианты клановой фамилии
- Rolloch
- Rolloche
- Rollock
- Rollok
- Rillict